# Rumian ruski
Rumian ruski (Anthemis ruthenica M.Bieb.) – gatunek rośliny z rodziny astrowatych. Występuje w Eurazji na obszarze od Wielkiej Brytanii i Francji na zachodzie po Kaukaz i Kazachstan na wschodzie. Jako introdukowany rośnie w Kraju Nadmorskim na Dalekim Wschodzie. W Polsce występuje w rozproszeniu na nizinach i wyżynach, brak go w górach i jest bardzo rzadki na północnym zachodzie. Roślina o aromatycznym zapachu.

## Morfologia

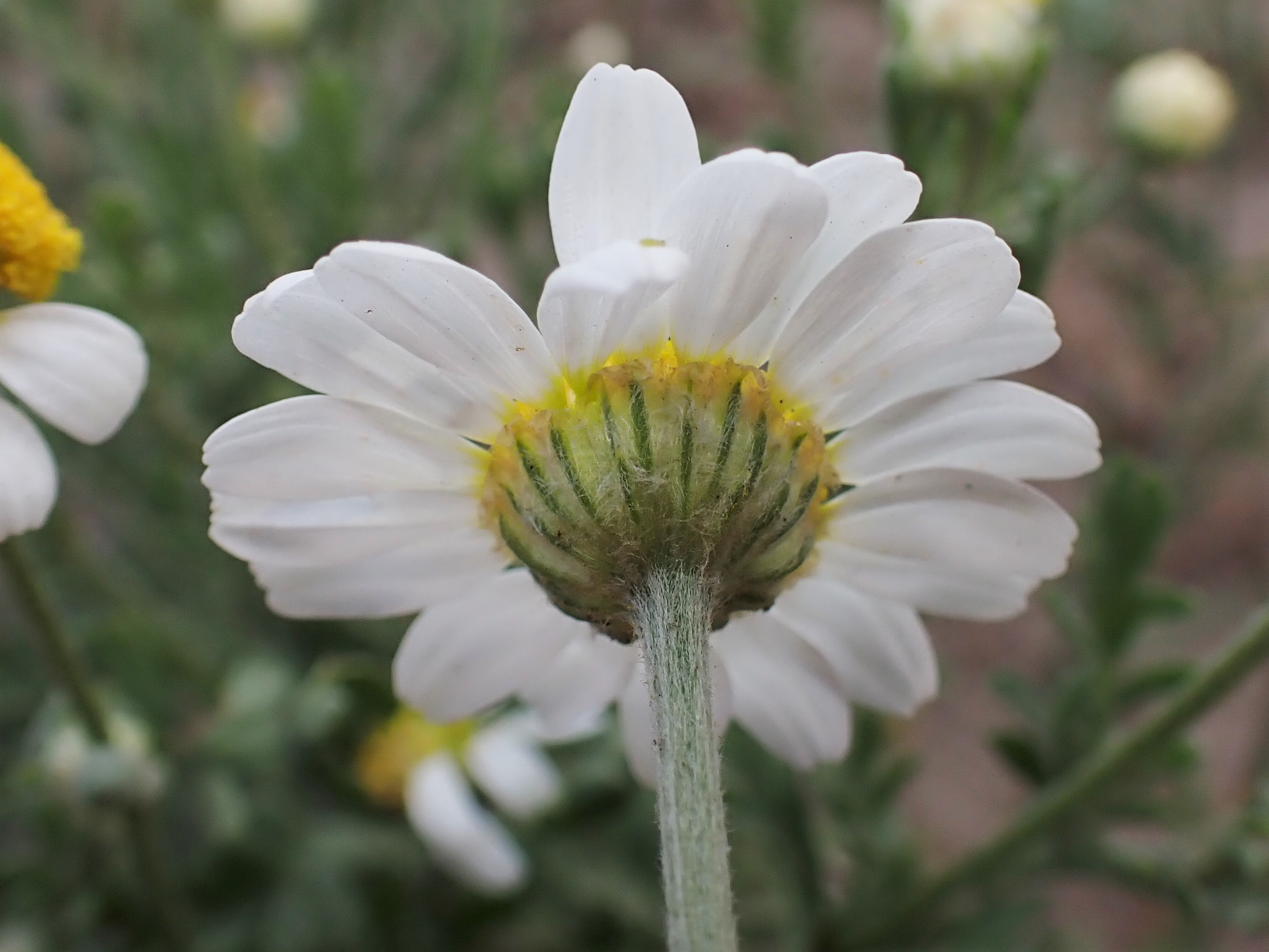
Okrywa koszyczka

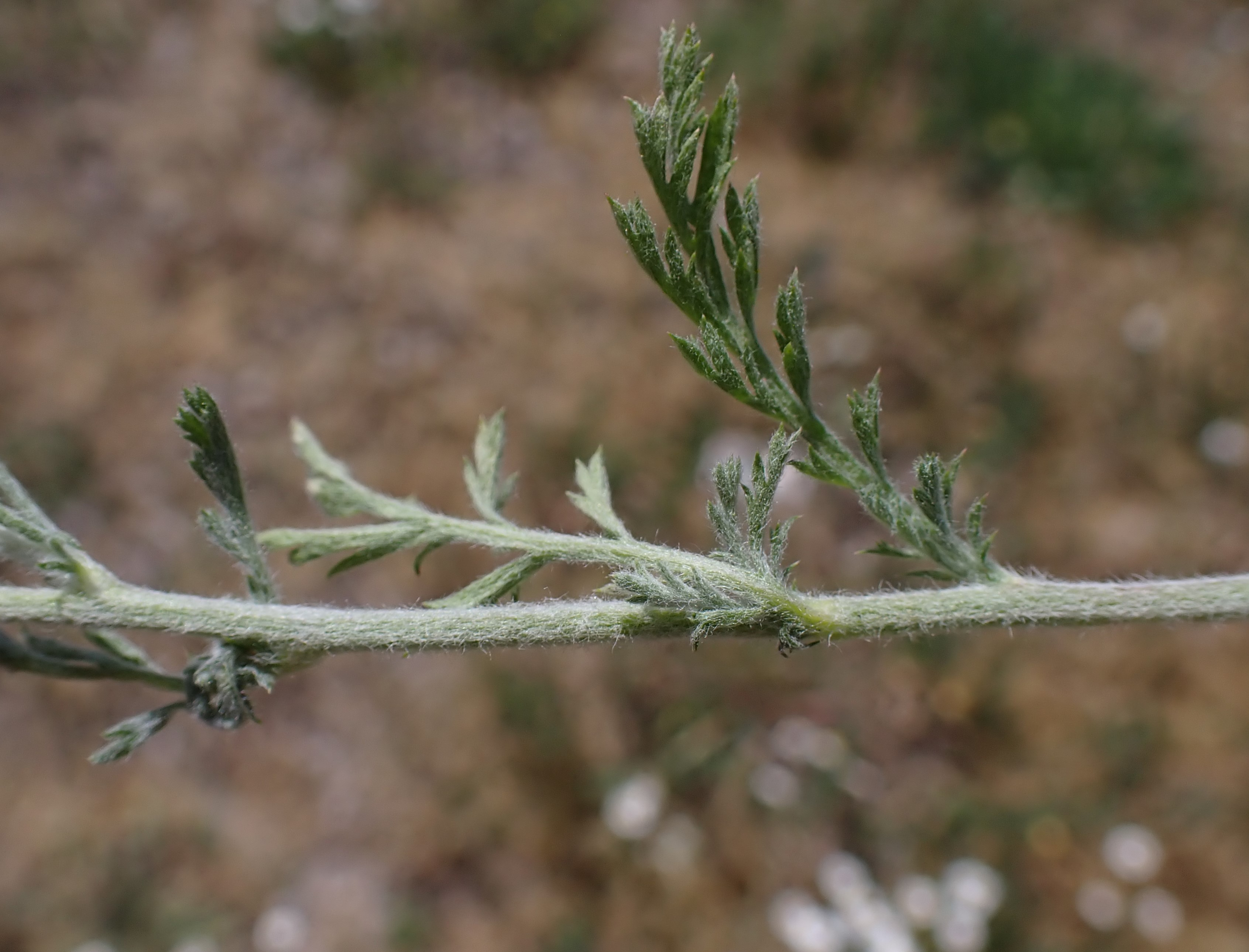
Kosmato owłosiona łodyga i liść

ŁodygaWzniesiona, rozgałęziająca się od samej nasady, osiągająca zwykle do 40, rzadko 50 cm wysokości. Łodygi są białawe lub szarawe z powodu pokrycia miękkimi, w większości kędzierzawo odstającymi włoskami (część włosków jest przylegająca).
LiściePodwójnie pierzastodzielne. Odcinki oddalone od siebie, lancetowate lub równowąskolancetowate, szaro wełnisto owłosione.
KwiatyZebrane w koszyczki o średnicy 20-35 mm. Dno koszyczka wypukłe, w czasie owocowania stożkowato wydłużone. Kwiaty języczkowe białe, kwiaty rurkowate – żółte. Plewinki czółenkowate, z nerwem, w górnej części rozszerzone, w dolnej – drobno karbowane, nagle zwężone w ostrze, z silnie zaznaczonym nerwem środkowym. Zewnętrzne listki okrywy mają brzegi frędzlowato postrzępione.
OwocePodłużnie żeberkowane, 4-groniaste niełupki. Owocki brzeżne mają półkolisty, błoniasty rąbek kielichowy.
Gatunki podobneRumian polny A. arvensis i psi A. cotula różnią się nagimi lub niezbyt gęsto i przylegająco owłosionymi pędami; rumian polny jest zielem bezwonnym, a psi cuchnącym; rumian polny ma listki okrywy co najwyżej słabo podzielone, nigdy nie postrzępione frędzlowato.

## Biologia i ekologia
Roślina jednoroczna. Rośnie na piaszczystych odłogach, przydrożach i innych miejscach ruderalnych. Kwitnie od maja do sierpnia. W klasyfikacji zbiorowisk roślinnych gatunek wyróżniający dla zespołu Berteroëtum incanae.